# Ракоскорпіони
Ракоскорпіо́ни або Евриптери́ди (лат. Eurypterida = Gigantostraca Haeckel, 1866) — ряд вимерлих морських членистоногих, належних до класу Меростомові. До цього підкласу належать найбільші членистоногі, які коли-небудь існували на Землі. Їх розміри коливалися від 10—20 см до 100–250 см. Відомо близько 300 видів цих істот. Найбільшим із відомих ракоскорпіонів був Єкелоптерус рейнський (Jaekelopterus rhenaniae), який досягав 2,5 м у довжину.

## Морфологія

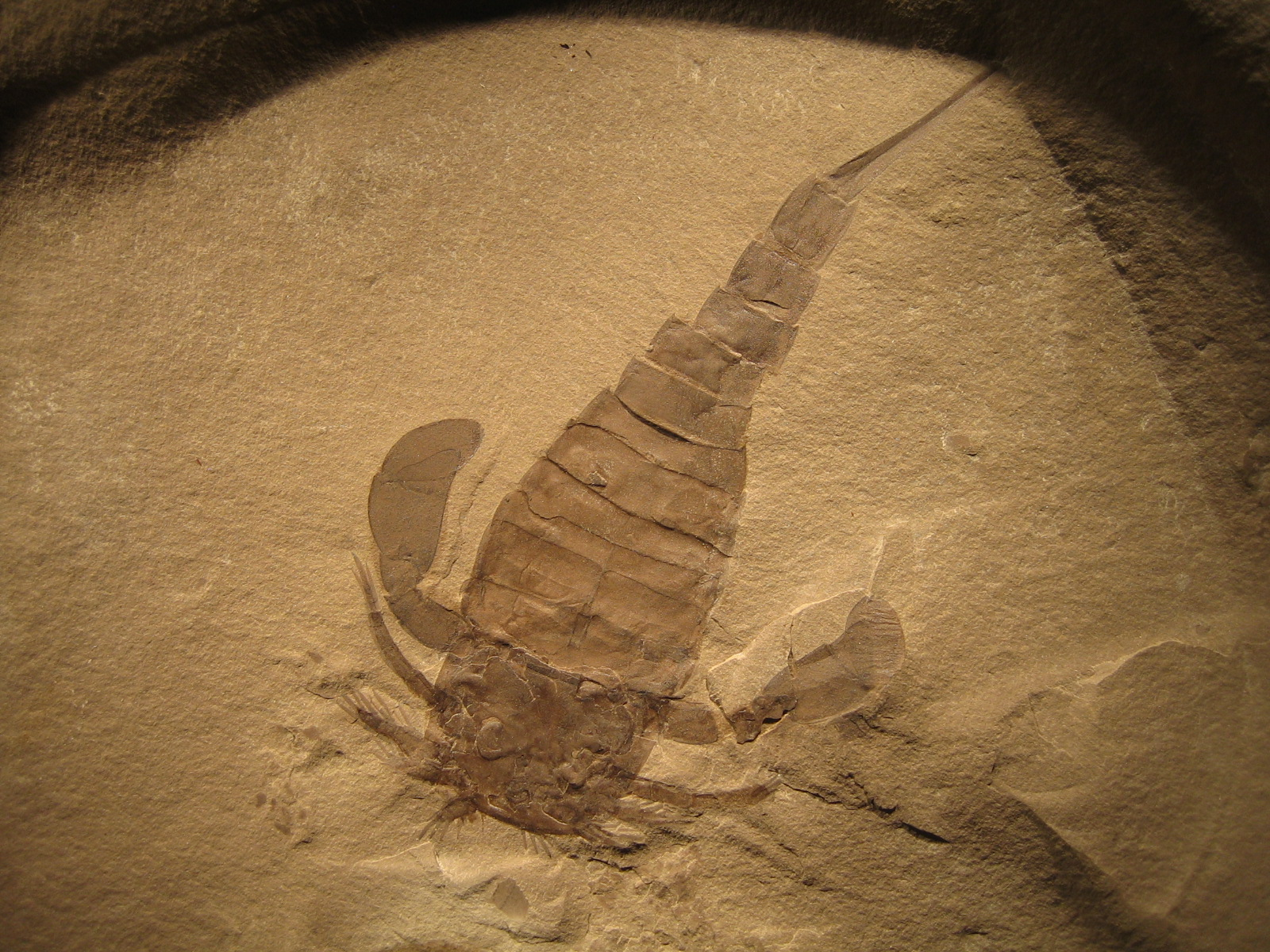
Відбиток ракоскорпіона (Eurypterus remipes DeKay, 1825)

Тіло евриптерид було видовжене, обтічної форми. Головогруди вкриті єдиним головним щитом, на якому по середній поздовжній лінії розміщені прості вічка, а по боках — фасеткові очі. Хеліцери різного розміру, клішнеподібні; педипальпи та задні чотири пари кінцівок пристосовані для руху та перетирання їжі за допомогою жувальних відростків; іноді педилальпи й наступна пара кінцівок слугували разом з хеліцерами для захоплення та утримання здобичі; шоста пара часто видозмінювалася в плавальні ноги.
Черевце евриптерид було поділене на 12 рухомих сегментів. Тіло закінчувалося тельсоном із голкою, шипом або пластинчастим розширенням. На передніх члениках черевця розташовувались пластинчасті кінцівки, одна пара — це видозмінені статеві покришки, інші — зяброві ніжки. На задніх кінцівок не було.

## Спосіб життя

### Середовище життя
Населяли як моря, так і солонуваті та прісноводні водойми. Деякі види були здатні короткий час проводити на суші.

### Харчування
Усі ракоскорпіони були хижаками. Деякі активно полювали, інші нападали на здобич із засідок. Активне полювання було характерне для невеликих видів, тоді як крупні ракоскорпіони харчувалися повільними істотами. Клешні слугували для хапання й утримання здобичі, проте не були достатньо сильні, щоб проламувати панцири таких жертв, як трилобіти. Невідомо чи були хеліцери ракоскорпіонів отруйними, як у сучасних скорпіонів чи павуків, споріднених з ними. На відміну від сучасних скорпіонів, їхні хвости були гнучкіші в горизонтальній площині, ніж у вертикальній. Тож ракоскорпіони могли убивати здобич чи захищатися, завдаючи бокових ударів.

### Розмноження
Спарювання та розмноження ракоскорпіонів, імовірно, відбувалося подібно, як у павуків. Ракоскорпіонам був властивий статевий диморфізм. Самці відрізнялися генітальними придатками та класперами. Припускається, що також розмірами клешень. Можливо, подібно до мечохвостів, ракоскорпіони мігрували та збиралися в групи для спарювання.

### Онтогенез
Ракоскоріпіони впродовж життя кілька разів линяли, для чого можливо збиралися у зграї на мілководді. Більшість залишків панцирів цих істот напевне лишилися від линьки, а не масової загибелі.

## Класифікація
Систематика станом на 2011 рік
Підряд Stylonurina Diener, 1924
- Надродина Rhenopteroidea Størmer, 1951
  - Rhenopteridae Størmer, 1951
    - Alkenopterus Størmer, 1974
    - Brachyopterella Kjellesvig-Waering, 1966
    - Brachyopterus Størmer, 1951
    - Kiaeropterus Waterston, 1979
    - Leiopterella Lamsdell, Braddy, Loeffler, & Dineley, 2010
    - Rhenopterus Størmer, 1936
- Надродина Stylonuroidea Kjellesvig-Waering, 1959
  - Parastylonuridae Waterston, 1979
    - Parastylonurus Kjellesvig-Waering, 1966
    - Stylonurella Kjellesvig-Waering, 1966

  - Stylonuridae Diener, 1924
    - Ctenopterus Clarke & Ruedemann, 1912
    - Laurieipterus Kjellesvig-Waering, 1966
    - Pagea Waterston, 1962
    - Soligorskopterus Plax, 2018
    - Stylonurus Page, 1856
- Надродина Kokomopteroidea Kjellesvig-Waering, 1966
  - Kokomopteridae Kjellesvig-Waering, 1966
    - Kokomopterus Kjellesvig-Waering, 1966
    - Lamontopterus Waterston, 1979

  - Hardieopteridae Tollerton, 1989
    - Hallipterus Kjellesvig-Waering, 1963
    - Tarsopterella Størmer, 1951
- Надродина Hibbertopteroidea Kjellesvig-Waering, 1959
  - Drepanopteridae Kjellesvig-Waering, 1966
    - Drepanopterus Laurie, 1892

  - Hibbertopteridae Kjellesvig-Waering, 1959
    - Campylocephalus Eichwald, 1860
    - Cyrtoctenus Størmer & Waterston, 1968
    - Dunsopterus Waterston, 1968
    - Hastimima White, 1908
    - Hibbertopterus Kjellesvig-Waering, 1959
    - Vernonopterus Waterston, 1957

  - Mycteroptidae Cope, 1886
    - Megarachne Hünicken, 1980
    - Mycterops Cope, 1886
    - Woodwardopterus Kjellesvig-Waering, 1959
- Incertae sedis
  -     - Stylonuroides Kjellesvig-Waering, 1966

Підряд Eurypterina Burmeister, 1843
- Plesion taxa
  -     - Onychopterella Størmer, 1951
- Надродина Moselopteroidea Lamsdell, Braddy, & Tetlie, 2010
  - Moselopteridae Lamsdell, Braddy, & Tetlie, 2010
    - Moselopterus Størmer, 1974
    - Vinetopterus Poschmann & Tetlie, 2004
- Надродина Megalograptoidea Caster & Kjellesvig-Waering, 1955
  - Megalograptidae Caster & Kjellesvig-Waering, 1955
    - Echinognathus Walcott, 1882
    - Megalograptus Miller, 1874
- Надродина Eurypteroidea Burmeister, 1843
  - Dolichopteridae Kjellesvig-Waering & Størmer, 1952
    - Dolichopterus Hall, 1859
    - Ruedemannipterus Kjellesvig-Waering, 1966
    - Buffalopterus Kjellesvig-Waering & Heubusch, 1962
    - Strobilopterus Ruedemann, 1935
    - Syntomopterus Kjellesvig-Waering, 1961

  - Eurypteridae Burmeister, 1843
    - Eurypterus De Kay, 1825

  - Erieopteridae Tollerton, 1989
    - Erieopterus Kjellesvig-Waering, 1958
- Надродина Mixopteroidea Caster & Kjellesvig-Waering, 1955
  - Carcinosomatidae Størmer, 1934
    - Carcinosoma Claypole, 1890
    - Eocarcinosoma Caster & Kjellesvig-Waering, 1964
    - Paracarcinosoma Caster & Kjellesvig-Waering, 1964
    - Rhinocarcinosoma Novojilov, 1962

  - Micopteridae Caster & Kjellesvig-Waering, 1955
    - Lanarkopterus Ritchie, 1968
    - Mixopterus Ruedemann, 1921
- Надродина Waeringopteroidea
  - Waeringopteridae (not formally published)
    - Grossopterus Størmer, 1934
    - Orcanopterus Stott, Tetlie, Braddy, Nowlan, Glasser, & Devereux, 2005
    - Waeringopterus Leutze, 1961
- Надродина Adelophthalmoidea Tollerton, 1989
  - Adelophthalmidae Tollerton, 1989
    - Adelophthalmus Jordan in Jordan & von Mayer, 1854
    - Bassipterus Kjellesvig-Waering & Leutze, 1966
    - Eysyslopterus Tetlie & Poschmann, 2008
    - Nanahughmilleria Kjellesvig-Waering, 1961
    - Parahughmilleria Kjellesvig-Waering, 1961
    - Pittsfordipterus Kjellesvig-Waering & Leutze, 1966
- Надродина Pterygotioidea Clarke & Ruedemann, 1912
  - Hughmilleriidae Kjellesvig-Waering, 1951
    - Herefordopterus Tetlie, 2006
    - Hughmilleria Sarle, 1902

  - Slimonidae Novojilov, 1968
    - Slimonia Page, 1856
    - Salteropterus Kjellesvig-Waering, 1951

  - Pterygotidae Clarke & Ruedemann, 1912
    - Pterygotus Agassiz, 1839
    - Acutiramus Ruedemann, 1935
    - Ciurcopterus Tetlie & Briggs, 2009
    - Erettopterus Salter in Huxley & Salter, 1859
    - Jaekelopterus Waterston, 1964
- Incertae sedis
  -     - Clarkiepterus Kjellesvig-Waering, 1966
    - Dorfopterus Kjellesvig-Waering, 1955
    - Holmipterus Kjellesvig-Waering, 1979
    - Marsupipterus Caster & Kjellesvig-Waering, 1955
    - Tylopterella Størmer, 1951
    - Unionopterus Chernyshev, 1948